# Folkia mrazeki
Folkia mrazeki is een spinnensoort in de taxonomische indeling van de celspinnen (Dysderidae).
Het dier behoort tot het geslacht Folkia. De wetenschappelijke naam van de soort werd voor het eerst geldig gepubliceerd in 1904 door Nosek.